# SCSI连接器
SCSI连接器是一種能插在計算機的小型计算机系统接口（SCSI）上的配件。SCSI连接器分为内置和外置两种。内置SCSI连接器的外型和IDE数据线一样，主要用于连接光驱和硬盘。外置SCSI连接器則有各種各樣的规格、密度。